# Mevrouw Adolphine
Mevrouw Adolphine is het 2de stripalbum uit de reeks Steven Sterk. Het verhaal werd voor het eerst gepubliceerd in Spirou in 1963 (nummers 1292-1326). Het album verscheen voor het eerst in 1965 bij uitgeverij Dupuis. Sinds 1997 wordt het uitgegeven door Le Lombard. Tekenaar en scenarist Peyo werd voor de decors bijgestaan door Will. Peyo kreeg ook hulp van collega Roba: hij bedacht de boeven die vanaf plaat 36 in het verhaal meedoen, omdat Peyo er zelf niet uit geraakte.

## Verhaal
Steven Sterk ontmoet op het Kwispedolplein te Blijdenburg een oud vrouwtje: mevrouw Adolphine. Na een poosje valt ze flauw. Steven wil haar helpen en belt een dokter, maar die loopt kwaad weg. Steven begint daarna in de spullen van mevrouw Adolphine te zoeken en vindt een telefoonnummer. Hij belt het op en de man aan de andere kant van de lijn komt mevrouw Adolphine ophalen. Steven snapt er niets van als de man haar nogal bruut meeneemt en in de koffer van zijn auto stopt.
De volgende dag komt Steven mevrouw Adolphine opnieuw tegen, maar die geeft geen teken van herkenning. Steven snapt er niets van en besluit de brute man op te zoeken. Dankzij het telefoonnummer kan hij de man vinden: een zekere meneer Wladlawodka. Bij hem thuis vindt hij mevrouw Adolphine, die hem deze keer wel herkent. Ze heeft net meneer Wladlawodka bewusteloos geslagen. Mevrouw Adolphine loopt weg en Steven wacht tot de man bijkomt, wat niet lang duurt. De man veert recht en gaat achter mevrouw Adolphine aan. Hij legt Steven uit dat ze in feite een robot is, door hem gemaakt. Ineens wordt duidelijk waarom de man zo bruut deed en waarom de dokter kwaad wegliep. De robot was kapot en meneer Wladlawodka heeft zich vergist bij de herstelling: de robot is nu kwaadaardig. Ze vinden de robot echter niet terug en Steven gaat naar huis.
Wat later vindt Steven mevrouw Adolphine terug en wil haar terugbrengen naar meneer Wladlawodka. Hij wordt echter tegengehouden door de politie. Steven wil het verhaal uitleggen, maar stelt vast dat mevrouw Adolphine een polsslag heeft en dus geen robot is. Kwaad trekt hij naar meneer Wladlawodka, die uitlegt dat het uiterlijk van de robot is gebaseerd op die van een echt oud vrouwtje. Er zijn dus twee mevrouwen Adolphine.
Intussen slaat de robot mevrouw Adolphine toe: ze koopt wapens en pleegt overvallen. De echte mevrouw Adolphine wordt verdacht en wordt opgepakt. Steven haalt haar hardhandig uit de gevangenis en brengt haar onder bij meneer Wladlawodka. Steven gaat daarna achter de robot aan en vindt haar in de donkere buurt in de hoofdstad. Ze slaagt erin hem weg te sturen door hem te overtuigen dat ze onschuldig is. Op weg naar huis komt Steven echter te weten dat ze hem voorgelogen heeft. Hij keert terug en confronteert haar handlangers. Die lachen kleine Steven uit als hij zegt dat hij heel sterk is, en één er van vraagt aan Steven hem te slaan. Daar de kracht van Steven vliegt deze door de kamer en valt bewusteloos neer. Hierna vallen de andere handlangers Steven aan, maar ze worden allemaal in een oogwenk bewusteloos geslagen. Dan wordt hij echter verkouden, dus verliest hij al zijn kracht. Mevrouw Adolphine laat Steven opsluiten, maar zijn bewaker helpt Steven bij het verzorgen van zijn verkoudheid. Hij geneest snel en mevrouw Adolphines handlangers slaan op de vlucht, recht in de handen van de politie. Steven pakt de robot aan en brengt haar naar de politie. Als die de echte mevrouw Adolphine en de robot bijeen zien, snappen ze de hele toestand. Ze laten beide mevrouwen Adolphine vrij, want een robot opsluiten kunnen ze niet. De robot doet zich echter voor als de echte mevrouw Adolphine en weet zo te ontsnappen. Steven voelt echter aan de pols van de echte mevrouw Adolphine en ontmaskert zo de valse. Meneer Wladlawodka en Steven kunnen nog snel de robot inhalen.